# Argen (rzeka)
Argen – rzeka w Niemczech w Badenii-Wirtembergii. Powstaje z połączenia dwóch rzek Górny Argen (niem. Obere Argen) i Dolny Argen (niem. Untere Argen). Długość rzeki 23,4 km (w połączeniu z Górny Argen – 51,4 km). Uchodzi do Jeziora Bodeńskiego pomiędzy miejscowościami Kressbronn am Bodensee i Langenargen.